# 澳洲博物館
澳洲博物館（英語：Australian Museum）是位于澳大利亚第一大城市悉尼的博物馆，是澳大利亚历史最悠久的博物馆，在国际上主要在自然史和人类学方面著称。澳洲博物馆位于悉尼海德公园对面、学院街上，现馆址于1857年开始对公众开放，是悉尼著名地标之一。
澳洲博物馆创建于1827年，最早称为“殖民地博物馆”或“悉尼博物馆”，1836年改现名。馆藏涵盖脊椎及无脊椎动物学、矿物学、古生物学及人类学。除了展览外，博物馆还进行原住民研究和社区活动。